# Florian Kohfeldt
Florian Kohfeldt (* 5. Oktober 1982 in Siegen) ist ein deutscher Fußballtrainer in Diensten des SV Darmstadt 98. Zuvor war er Trainer von Werder Bremen, VfL Wolfsburg und KAS Eupen.

## Ausbildung
Kohfeldt zog im Alter von vier Jahren nach Delmenhorst und machte 2002 am Max-Planck-Gymnasium Abitur.

## Karriere
Das Fußballspielen begann er beim TV Jahn Delmenhorst, für den er als Torwart bis zur A-Jugend aktiv war. Anschließend wechselte er in die Bremen-Liga zur U-21-Mannschaft von Werder Bremen, die damals von Viktor Skripnik betreut wurde. Da Kohfeldt nach eigener Einschätzung für eine Karriere als Profifußballer nicht genügend Talent besaß, begann er an der Universität Bremen ein Studium der Sport- und Gesundheitswissenschaften, das er 2013 mit dem akademischen Grad Master of Arts abschloss. Parallel dazu trainierte er seit 2006 verschiedene Jugendmannschaften von Werder Bremen. 2015 beendete er die DFB-Ausbildung zum Fußballlehrer an der Hennes-Weisweiler-Akademie als Jahrgangsbester.

### Werder Bremen (Co-Trainer)
Von 2014 bis 2016 war Kohfeldt Trainerassistent unter Viktor Skripnik, der zum Cheftrainer der Bundesliga-Mannschaft befördert worden war. Im Oktober 2016 wurde er Trainer der in der 3. Liga spielenden U-23-Mannschaft von Werder, mit der er den Klassenerhalt erreichte. 

### Werder Bremen
Nach der Freistellung von Alexander Nouri stieg Kohfeldt am 30. Oktober 2017 interimsweise zum Cheftrainer der nach zehn Spieltagen sieglosen und auf dem vorletzten Tabellenplatz stehenden Erstliga-Mannschaft auf. Sein erstes Bundesligaspiel als Trainer war die 1:2-Auswärtsniederlage bei Eintracht Frankfurt am 3. November 2017. Eine Woche später wurde er bei Werder Bremen bis mindestens zum Jahresende zum Cheftrainer der Mannschaft befördert. Mitte Dezember 2017 teilte Werder-Geschäftsführer Frank Baumann mit, die Zusammenarbeit mit Kohfeldt als Cheftrainer fortzusetzen. Anfang April 2018 schließlich schloss der Verein mit ihm einen bis 2021 befristeten Vertrag. Am Ende der Saison 2017/18 belegte Werder mit ihm als Cheftrainer den elften Rang und blieb in allen 12 Heimspielen ungeschlagen. Am Ende der Saison 2018/19 landete Werder auf dem achten Rang und verfehlte nur knapp die internationalen Plätze. Sein Vertrag bei Werder wurde daraufhin vorzeitig bis 2023 verlängert. In der Saison 2019/20 befand sich Werder fast in der gesamten Spielzeit im Abstiegskampf und konnte sich erst am 34. Spieltag auf den Relegationsplatz retten. In den Relegationsspielen gegen den FC Heidenheim konnte Werder aufgrund der Auswärtstorregel (0:0 daheim, 2:2 auswärts) die Klasse halten.
Auch in der Saison 2020/21 geriet Werder, nachdem am 24. Spieltag noch Platz 12 belegt wurde, nach nur einem Punkt aus den folgenden neun Spielen und der Rekordniederlagenserie von sieben Niederlagen in Folge, in den Abstiegskampf und landete am 33. Spieltag durch eine Niederlage beim direkten Konkurrenten FC Augsburg erstmals auf dem Relegationsplatz. Vor dem letzten Spieltag wurde Kohfeldt freigestellt und bis zum Saisonende durch Thomas Schaaf ersetzt. Die Mannschaft stand zu diesem Zeitpunkt mit 31 Punkten auf dem Relegationsplatz, wobei die Differenz auf einen direkten Abstiegsplatz und den ersten Nicht-Abstiegsplatz jeweils einen Punkt betrug. Am Saisonende stieg Werder als Vorletzter ab.

### VfL Wolfsburg
Ende Oktober 2021 übernahm Kohfeldt den VfL Wolfsburg als Nachfolger von Mark van Bommel und unterschrieb einen Vertrag bis zum 30. Juni 2023. Zu diesem Zeitpunkt stand die Mannschaft nach dem 9. Spieltag der Saison 2021/22 mit 13 Punkten auf dem 9. Platz und war wettbewerbsübergreifend – Bundesliga und Champions League – 8-mal in Folge sieglos geblieben. Kohfeldt startete wettbewerbsübergreifend mit 3 Siegen in Folge, jedoch folgten kurz darauf 8 Niederlagen in Folge, womit man in der Champions League ausschied und in den Abstiegskampf geriet. Im Laufe der Rückrunde konnte sich die Mannschaft auch mit Hilfe der Winterneuzugänge Jonas Wind und Max Kruse, den Kohfeldt schon in Bremen trainiert hatte, aus der Abstiegszone befreien. Die Saison wurde schließlich mit 42 Punkten auf dem 12. Platz abgeschlossen. Kurz nach dem Saisonende trennten sich der Verein und Kohfeldt einvernehmlich.

### KAS Eupen
Nach einem Jahr ohne Verein übernahm er im Juni 2023 den belgischen Erstligisten KAS Eupen. Mitte März 2024 trat er zum Ende der Hauptrunde von seinem Posten zurück, nachdem sieben der acht vorangegangenen Ligapartien verloren wurden und daher die Mannschaft die Hauptrunde auf einem der vier Play-down-Plätze abschloss.

### SV Darmstadt 98
Anfang September 2024 wurde er neuer Cheftrainer des SV Darmstadt 98. Zu diesem Zeitpunkt war die Mannschaft als Saisonletzte aus der Bundesliga abgestiegen.

## TV-Experte
Seit September 2021 ist er als Fußballexperte bei Amazons Streamingdienst Prime Video tätig.

## Auszeichnungen
- 2018: Trainerpreis des deutschen Fußballs

## Privates
Er ist mit der ehemaligen Floorball-Nationalspielerin Juliane Kohfeldt verheiratet und hat zwei Kinder.